# Любарський Кронід Аркадійович
Любарський Кронід Аркадійович (4 квітня 1934, Псков — 23 травня 1996, Балі
) — учасник правозахисного руху в СРСР, політв'язень, автор ідеї установи 1974 року Дня політв'язня в СРСР, політемігрант, член Московської Гельсінської групи з 1989 року (очолював МГГ в 1994—1996 роках).
17 січня 1972 заарештований у справі «Хроніки поточних подій» (під час обшуку в його квартирі вилучено понад 600 документів, рукописів і книг); у жовтні того ж року засуджений на п'ять років суворого режиму за «антирадянську агітацію». Термін відбував у 19-му таборі в Мордовії, потім за «систематичні порушення режиму» переведений у Володимирський централ.
14 жовтня 1977 року покинув СРСР, вся його сім'я була позбавлена радянського громадянства. З початку 1978 року проживав у Німеччині.
В еміграції продовжував роботу, видаючи інформаційний бюлетень «Вести из СССР» (по одному випуску раз у два тижні протягом 14 років), щорічні «Списки політв'язнів в СРСР», з 1984 року публіцистичний журнал «Країна і світ».
Потонув у морі під час подорожі на острів Балі. Після кремації похований у колумбарії Новрдонського цвинтаря.